# Rudolf Dellinger

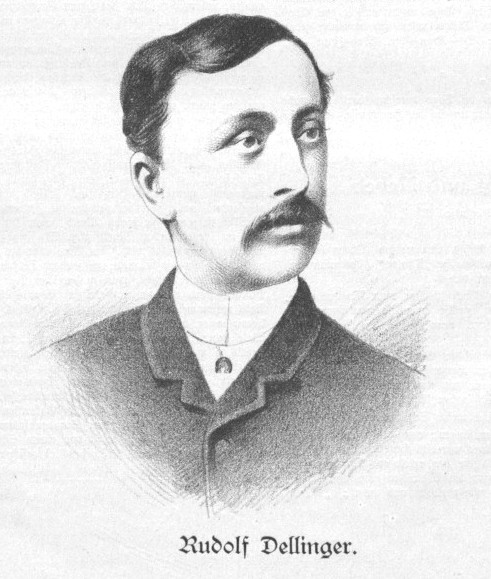
Rudolf Dellinger (1890)

Rudolf Dellinger

Rudolf Dellinger (* 8. Juli 1857 in Graslitz, Westböhmen; † 24. September 1910 in Dresden) war ein tschechisch-deutscher Komponist und Kapellmeister.

## Leben
Als Sohn eines Holzblasinstrumentenerzeugers erhielt er 1865 bis 1874 Unterricht an der Musikschule in Graslitz. In den Jahren 1874 bis 1879 studierte er am Prager Konservatorium. Hier erhielt er unter anderem Unterricht in Klavier bei Julius Pisarowitz und wirkte als Konservatorist am Orchester des Deutschen Theaters in Prag.
Nach Beendigung seiner musikalischen Ausbildung trat er im Jahre 1880 eine Stellung als Klarinettist in Brünn an und war anschließend Kapellmeisters am Theater in Brünn. Als Kapellmeister wirkte er in den Folgejahren in Passau, Saaz, Eger, Pilsen, Warnsdorf, Czernowitz, Karlsbad, Prag und Salzburg. Im Jahr 1883 ging er nach Hamburg, wo er am dortigen Carl-Schultze-Theater wirkte. Hier entstand seine erste Operette, Don Cesar, die in Hamburg auch ihre Uraufführung und 1500 Aufführungen erlebte. 1893 wurde Rudolf Dellinger als Kapellmeister an das Residenztheater in Dresden berufen, wo er bis zu seinem Tode tätig war. Er starb im Jahr 1910 in der Heil- und Pflegeanstalt in Dresden und wurde auf dem Johannisfriedhof beigesetzt.
Rudolf Dellinger komponierte fast ausschließlich Operetten und galt als einer der herausragenden Komponisten dieses Genres seiner Zeit.

## Werke (Auswahl)
- 1885: Don Cesar
- 1886: Lorraine
- 1889: Capitain Fracassa
- 1891: Saint Cyr
- 1894: Die Chansonette
- 1901: Jadwiga
- 1910: Der letzte Jonas